# Бессараб Олександр Миколайович
Олександр Миколайович Бессараб (нар. 13 вересня 1978, Вінниця, УРСР) — український футболіст, нападник.

## Життєпис
Вихованець вінницького футболу. 1 червня 1995 року розпочав футбольну кар'єру в складі вінницької «Ниви». У 1997/98 роках (з перервами) виступав у фарм-клубі вінничан, бершадьській «Ниві». Під час зимової перерви сезону 1999/00 років перейшов до складу київського «Динамо», але через високу конкуренцію в першій команді виступав у другій та третій командах киян. Влітку 2000 року повернувся до Вінниці. У вересні 2000 року провів єдиний поєдинок у футболці хмельницького «Поділля». На початку 2001 року перейшов до полтавської «Ворскли», кольори якого захищав до 2003 року. В наступному сезоні 2003/04 років захищав кольори чеського клубу «Опава». Потім знову захищав кольори ФК «Бершадь». 20 липня 2005 року виїхав до Казахстану, де підписав контракт з ФК «Актобе». Наступного року повернувся в Україну, де став гравцем черкаського «Дніпра». У 2007 році виступав в аматорському клубі ОЛКАР (Шаргород), а в 2008 році завершив кар'єру гравця в рідній вінницькій «Ниві».

## Досягнення
- Прем'єр-ліга
  -  Срібний призер (1): 2005

## Статистика виступів у вищому дивізіоні
| Рік                       | Матчі | Голи | Хвилини | Клуб       |
| ------------------------- | ----- | ---- | ------- | ---------- |
| Прем'єр-ліга 1994/95      | 2     | 0    | –       | «Нива» (В) |
| Прем'єр-ліга 1995/96      | 3     | 0    | –       | «Нива» (В) |
| Прем'єр-ліга 1996/97      | 8     | 0    | –       | «Нива» (В) |
| Прем'єр-ліга 2000/01      | 12    | 1    | –       | «Ворскла»  |
| Прем'єр-ліга 2001/02      | 20    | 1    | –       | «Ворскла»  |
| Прем'єр-ліга 2002/03      | 18    | 2    | –       | «Ворскла»  |
| 2003/04                   | 2     | 0    | 66      | «Опава»    |
| Прем'єр-ліга 2005         | 7     | 0    | –       | «Актобе»   |
| ЗГАЛОМ У ВИЩОМУ ДИВІЗІОНІ | 72    | 4    | –       |            |